# 科西嘉大学
科西嘉大学，全称科西嘉帕斯夸莱·保利大学（法語：Université de Corse-Pascal-Paoli），是法国科西嘉科尔泰的一所公立综合性大学。

## 历史
学校在1765年成立。由于科西嘉人在蓬泰诺沃战役中失败，学校于1769年关闭。1981年，在科西嘉民族主义者的要求下学校又重新成立。

## 院系设置
- 文学、语言、艺术、社会科学学院
- 法律、经济、管理学院
- 科学技术学院
- 大学医学学院
- 大学技术学院
- 大学企业管理学院
- 高等教育教师学院
- 保利高科工程师学校